# National Trails System

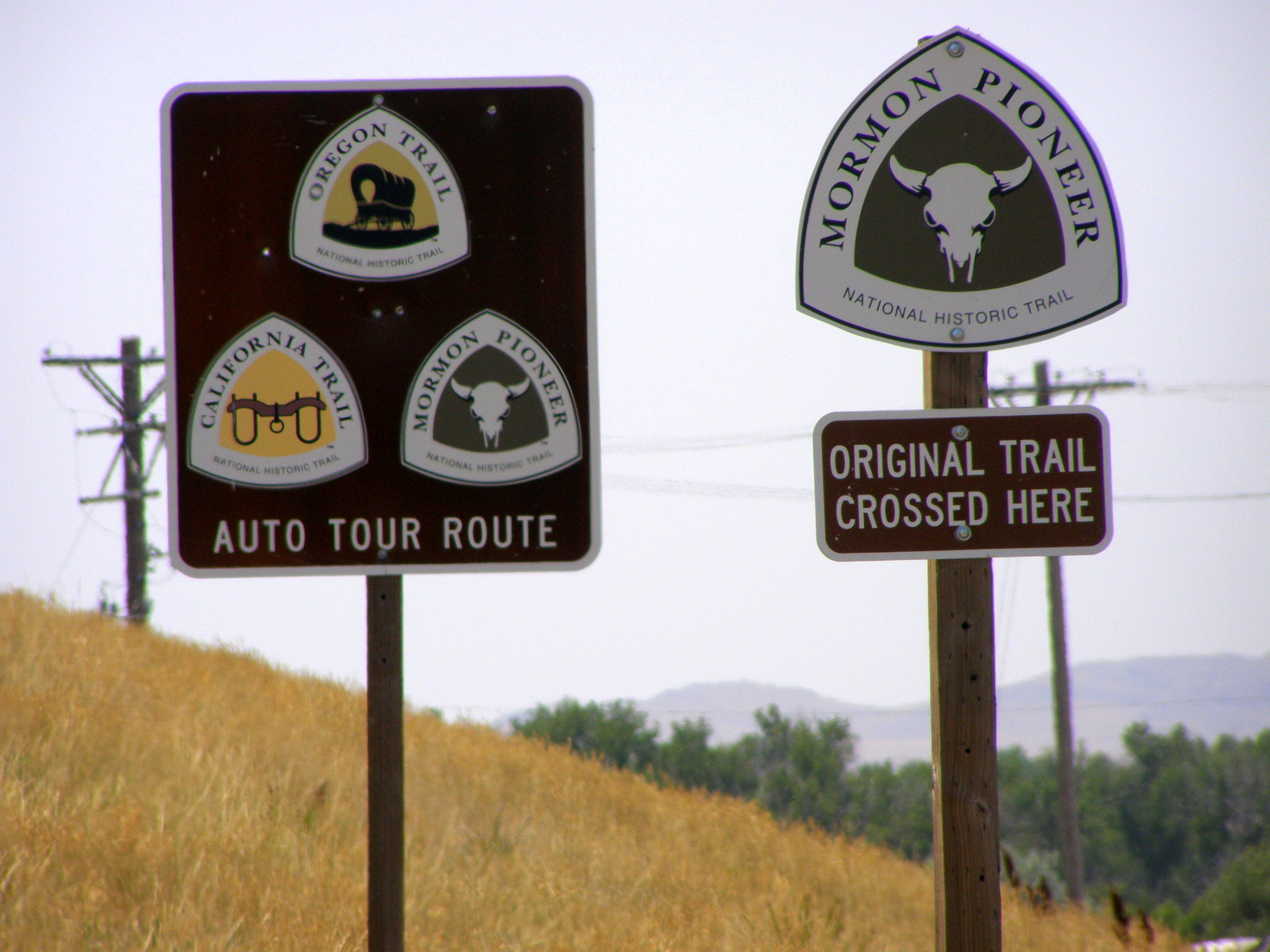
Segnali usati lungo i sentieri storici e panoramici per segnare le strade e le vie moderne e i punti significativi.

Il National Trails System o NTS ("Sistema dei sentieri nazionali") è un sistema di aree protette degli Stati Uniti d'America che salvaguarda sentieri, vie, itinerari e strade considerate di valore storico, paesaggistico o ricreativo. Nell'aprile del 2009 vi erano 30 unità principali nel sistema — 21 delle quali erano storiche e 9 panoramiche — e più di mille ricreative. Solamente tre di queste unità fanno parte del Sistema dei parchi nazionali degli Stati Uniti (National Park Service, NPS): il Sentiero degli Appalachi, il Sentiero Natchez Trace e il Sentiero Potomac Heritage.

## Storia
Il National Trails System fu creato con il National Trails System Act ("Legge del sistema dei sentieri nazionali") del 1968. Questa legge istituì una serie di sentieri o vie per promuovere la conservazione, con accesso pubblico, della possibilità di viaggiare all'interno e di godere e apprezzare le attività all'aria aperta, le aree aperte e le risorse storiche della nazione. In concreto, la legge autorizzò l'istituzione di tre tipi di sentieri: 
- sentieri panoramici nazionali (National Scenic Trails, NST);
- sentieri ricreativi nazionali (National Recreation Trails, NRT);
- sentieri di collegamento e secondari (connecting and side trails).

La stessa legge del 1968 istituì i primi due sentieri panoramici nazionali — il Sentiero degli Appalachi e il Sentiero delle creste del Pacifico — e chiese che altri quattordici itinerari fossero studiati per la loro possibile inclusione.
Nel 1978, come risultato dello studio dei sentieri che erano stati più importanti per le loro implicazioni storiche, si aggiunse una quarta categoria di sentieri: i sentieri storici nazionali (National Historic Trails). Dal 1968, più di quaranta itinerari sono stati studiati per la loro inclusione nel sistema e di essi trenta sono stati dichiarati parte del sistema. Nel 2009, il Sistema dei sentieri nazionali constava di undici sentieri nazionali panoramici, diciannove sentieri storici, più di un migliaio ricreativi e due sentieri di collegamento, con una lunghezza totale di più di 80.000 chilometri (50.000 miglia). Molti di questi sentieri permettono, oltre alla pratica dell'escursionismo, la realizzazione di cavalcate e campeggi.
Siccome il Congresso degli Stati Uniti stabilì che debbono essere sentieri di lunga distanza, ognuno è amministrato da un organismo federale: o il Bureau of Land Management ("Ufficio di gestione fondiaria", BLM), lo United States Forest Service ("Servizio forestale degli Stati Uniti") o il National Park Service (NPS). Inoltre, due dei sentieri sono amministrati congiuntamente dal BLM e dallo NPS. Occasionalmente, queste agenzie acquistano terre per proteggere importanti siti, risorse e belvedere o luoghi con vedute panoramiche. Frequentemente lavorano anche in associazione con gli stati federali, i governi locali, imprese proprietarie di terre o proprietari terrieri privati, per proteggere le terre o le strutture lungo questi sentieri, permettendo che siano accessibili al pubblico. I sentieri ricreativi e quelli di collegamento non richiedono l'azione del Congresso, ma sono istituiti dal Segretario dell'Interno o dal Segretario dell'Agricoltura. Tutti i sentieri nazionali sono sostenuti da organizzazioni private senza fini di lucro che lavorano con le varie agenzie federali sotto la Partnership for the National Trail System ("Partenariato per il Sistema dei sentieri nazionali", PNTS).

## Sentieri panoramici nazionali
I sentieri panoramici nazionali (National Scenic Trails) furono istituiti per fornire accesso alla spettacolare bellezza naturale e permettere il sano esercizio dello svago all'aria aperta. Il sistema fornisce accesso alla cresta dei Monti Appalachi a est (Sentiero degli Appalachi); alle Montagne Rocciose a ovest (Sentiero del Continental Divide); alla sottile bellezza dei terreni umidi meridionali della Costa del Golfo (Sentiero della Florida); e a percorrere i Grandi Boschi del Nord da New York al Minnesota (Sentiero del Nord). Undici sentieri possono portare a qualcuno dei luoghi più pittoreschi degli Stati Uniti.

## Sentieri storici nazionali
I sentieri storici nazionali (National Historic Trails) sono designati per proteggere i resti di importanti itinerari terrestri che riflettano la storia della nazione. Rappresentano i primi viaggi per tutto il continente di Juan Bautista de Anza (Juan Bautista de Anza National Historic Trail), la lotta per l'indipendenza del paese (Overmountain Victory National Historic Trail); l'epica delle migrazioni (Pista dei Mormoni e Pista dell'Oregon); lo sviluppo del commercio continentale (Pista di Santa Fe); e commemorano anche le difficoltà degli indigeni nordamericani (Sentiero delle lacrime). Ci sono 19 itinerari storici, dove si può camminare sulle orme della storia.

## Sentieri nazionali degli Stati Uniti
|    |        |          |      | Nome                             | Nome                                                              |           | Stati attraversati                                                                      | Stati attraversati                                                        | Lunghezza |
|    |        | Immagine | Data | Italiano                         | Inglese                                                           | Agenzia   |                                                                                         |                                                                           | (km)      |
| -- | ------ | -------- | ---- | -------------------------------- | ----------------------------------------------------------------- | --------- | --------------------------------------------------------------------------------------- | ------------------------------------------------------------------------- | --------- |
| 01 | NST 01 |          | 1968 | Sentiero degli Appalachi         | Appalachian National Scenic Trail                                 | NPS       | Georgia Carolina del Nord Tennessee Virginia Virginia Occidentale Maryland Pennsylvania | New York Connecticut Massachusetts New Jersey Vermont New Hampshire Maine | 3 500     |
| 02 | NST 02 |          | 1968 |                                  | Pacific Crest National Scenic Trail                               | USDA-FS   | California Oregon Washington                                                            |                                                                           | 4 260     |
| 03 | NST 03 |          | 1978 |                                  | Continental Divide National Scenic Trail                          | USDA-FS   | Montana Idaho Wyoming                                                                   | Colorado Nuovo Messico                                                    | 5 000     |
| 04 | NHT 01 |          | 1978 | Pista dell'Oregon                | Oregon National Historic Trail                                    | NPS       | Oregon Idaho Wyoming                                                                    | Kansas Missouri Nebraska                                                  | 3 490     |
| 05 | NHT 02 |          | 1978 | Pista dei Mormoni                | Mormon Pioneer National Historic Trail                            | NPS       | Illinois Iowa Nebraska                                                                  | Utah Wyoming                                                              | 2 100     |
| 06 | NHT 03 |          | 1978 | Spedizione di Lewis e Clark      | Lewis and Clark National Historic Trail                           | NPS       | Illinois Missouri Kansas Iowa Nebraska Dakota del Sud                                   | Dakota del Nord Montana Idaho Oregon Washington                           | 6 000     |
| 07 | NHT 04 |          | 1978 |                                  | Iditarod National Historic Trail                                  | BLM       | Alaska                                                                                  |                                                                           | 3 780     |
| 08 | NST 04 |          | 1980 |                                  | North Country National Scenic Trail                               | NPS       | New York Pennsylvania Ohio Michigan                                                     | Wisconsin Minnesota Dakota del Nord                                       | 7 403     |
| 09 | NHT 05 |          | 1980 |                                  | Overmountain Victory National Historic Trail                      | NPS       | Virginia Tennessee Carolina del Nord                                                    |                                                                           | 443       |
| 10 | NST 05 |          | 1980 |                                  | Ice Age National Scenic Trail                                     | NPS       | Wisconsin                                                                               |                                                                           | 1 900     |
| 11 | NST 06 |          | 1983 |                                  | Florida National Scenic Trail                                     | USDA-FS   | Florida                                                                                 |                                                                           | 2 300     |
| 12 | NST 07 |          | 1983 |                                  | Potomac Heritage National Scenic Trail                            | NPS       | Pennsylvania Virginia Maryland Distretto di Columbia                                    |                                                                           | 1 125     |
| 13 | NST 08 |          | 1983 |                                  | Natchez Trace National Scenic Trail                               | NPS       | Alabama Mississippi Tennessee                                                           |                                                                           | 1 120     |
| 14 | NHT 06 |          | 1986 |                                  | Nez Perce (Nee-Mo-Poo) National Historic Trail                    | USDA-FS   | Montana Wyoming Idaho Oregon                                                            |                                                                           | 1 880     |
| 15 | NHT 07 |          | 1987 | Pista di Santa Fe                | Santa Fe National Historic Trail                                  | NPS       | Missouri Kansas Nuovo Messico                                                           | Colorado Oklahoma                                                         | 1 936     |
| 16 | NHT 08 |          | 1987 | Sentiero delle lacrime           | Trail of Tears National Historic Trail                            | NPS       | Alabama Arkansas Georgia Kentucky                                                       | Missouri Carolina del Nord Oklahoma                                       | 3 500     |
| 17 | NHT 09 |          | 1990 |                                  | Juan Bautista de Anza National Historic Trail                     | NPS       | California Arizona                                                                      |                                                                           | 1 900     |
| 18 | NHT 10 |          | 1992 | Pista della California           | California National Historic Trail                                | NPS       | Wyoming Idaho Utah                                                                      | Nevada California Oregon                                                  | 9 117     |
| 19 | NHT 11 |          | 1992 | Pony Express                     | Pony Express National Historic Trail                              | NPS       | Missouri Kansas Nebraska Wyoming                                                        | Utah Nevada California                                                    | 3 164     |
| 20 | NHT 12 |          | 1996 |                                  | Selma To Montgomery National Historic Trail                       | NPS       | Alabama                                                                                 |                                                                           | 87        |
| 21 | NHT 13 |          | 2000 | El Camino Real de Tierra Adentro | El Camino Real de Tierra Adentro National Historic Trail          | NPS & BLM | Texas Nuovo Messico                                                                     |                                                                           | 650       |
| 22 | NHT 14 |          | 2000 |                                  | Ala Kahakai National Historic Trail                               | NPS       | Hawaii                                                                                  |                                                                           | 282       |
| 23 | NHT 15 |          | 2002 | Old Spanish Trail                | Old Spanish National Historic Trail                               | NPS & BLM | Nuovo Messico Colorado Utah                                                             | Nevada California                                                         | 4 300     |
| 24 | NHT 16 |          | 2004 |                                  | El Camino Real de los Tejas National Historic Trail               | NPS       | Louisiana Texas                                                                         |                                                                           | 4 150     |
| 25 | NHT 17 |          | 2006 |                                  | Captain John Smith Chesapeake National Historic Trail             | NPS       | Delaware Maryland Virginia Distretto di Columbia                                        |                                                                           | 4 800     |
| 26 | NHT 18 |          | 2008 |                                  | Star-Spangled Banner National Historic Trail                      | NPS       | Maryland Virginia Distretto di Columbia                                                 |                                                                           | 470       |
| 27 | NST 09 |          | 2009 |                                  | Arizona National Scenic Trail                                     | USDA-FS   | Arizona                                                                                 |                                                                           | 1 225     |
| 28 | NST 10 |          | 2009 |                                  | New England National Scenic Trail                                 | NPS       | Mississippi New Hampshire                                                               |                                                                           | 305       |
| 29 | NHT 19 |          | 2009 |                                  | Washington-Rochambeau Revolutionary Route National Historic Trail | NPS       |                                                                                         |                                                                           | 3 250     |
| 30 | NST 11 |          | 2009 |                                  | Pacific Northwest National Scenic Trail                           | USDA-FS   |                                                                                         |                                                                           | 1 930     |